# Hillartshausen
Hillartshausen ist der kleinste Ortsteil der Gemeinde Friedewald im osthessischen Landkreis Hersfeld-Rotenburg.
Das Dorf liegt südöstlich der Kerngemeinde zwischen dem Dreienberg und dem Landecker Berg in der Rhön.

## Geschichte

### Ortsgeschichte
Erstmals urkundlich erwähnt wird Hillartshausen im Jahre 1462. Der Ort gehörte zur Vogtei Kreuzberg.
Zum 31. Dezember 1971 wurden im Zuge der Gebietsreform in Hessen die bis dahin selbständigen Gemeinden Hillartshausen und Lautenhausen auf freiwilliger Basis in die Gemeinde Friedewald eingegliedert. Für beide Gemeinden wurde je ein Ortsbezirk mit Ortsbeirat und Ortsvorsteher nach der Hessischen Gemeindeordnung gebildet.

### Einwohnerentwicklung
| Hillartshausen: Einwohnerzahlen von 1834 bis 2011 | Hillartshausen: Einwohnerzahlen von 1834 bis 2011 | Hillartshausen: Einwohnerzahlen von 1834 bis 2011 | Hillartshausen: Einwohnerzahlen von 1834 bis 2011 | Hillartshausen: Einwohnerzahlen von 1834 bis 2011 |
| --- | ------------------------------------------------- | ------------------------------------------------- | ------------------------------------------------- | ------------------------------------------------- |
| Jahr |                                                   |                                                   |                                                   | Einwohner                                         |
| 1834 | 1834                                              |                                                   | 117                                               | 117                                               |
| 1840 | 1840                                              |                                                   | 117                                               | 117                                               |
| 1846 | 1846                                              |                                                   | 113                                               | 113                                               |
| 1852 | 1852                                              |                                                   | 108                                               | 108                                               |
| 1858 | 1858                                              |                                                   | 108                                               | 108                                               |
| 1864 | 1864                                              |                                                   | 121                                               | 121                                               |
| 1871 | 1871                                              |                                                   | 115                                               | 115                                               |
| 1875 | 1875                                              |                                                   | 127                                               | 127                                               |
| 1885 | 1885                                              |                                                   | 139                                               | 139                                               |
| 1895 | 1895                                              |                                                   | 133                                               | 133                                               |
| 1905 | 1905                                              |                                                   | 130                                               | 130                                               |
| 1910 | 1910                                              |                                                   | 117                                               | 117                                               |
| 1925 | 1925                                              |                                                   | 129                                               | 129                                               |
| 1939 | 1939                                              |                                                   | 117                                               | 117                                               |
| 1946 | 1946                                              |                                                   | 169                                               | 169                                               |
| 1950 | 1950                                              |                                                   | 213                                               | 213                                               |
| 1956 | 1956                                              |                                                   | 186                                               | 186                                               |
| 1961 | 1961                                              |                                                   | 184                                               | 184                                               |
| 1967 | 1967                                              |                                                   | 194                                               | 194                                               |
| 1970 | 1970                                              |                                                   | 199                                               | 199                                               |
| 1980 | 1980                                              |                                                   | ?                                                 | ?                                                 |
| 1990 | 1990                                              |                                                   | ?                                                 | ?                                                 |
| 2000 | 2000                                              |                                                   | ?                                                 | ?                                                 |
| 2011 | 2011                                              |                                                   | 165                                               | 165                                               |
| Datenquelle: Historisches Gemeindeverzeichnis für Hessen: Die Bevölkerung der Gemeinden 1834 bis 1967. Wiesbaden: Hessisches Statistisches Landesamt, 1968. Weitere Quellen: LAGIS; Zensus 2011 |                                                   |                                                   |                                                   |                                                   |

## Politik
Für den Ortsteil Hillartshausen besteht ein Ortsbezirk (Gebiete der ehemaligen Gemeinde Hillartshausen) mit Ortsbeirat und Ortsvorsteher nach der Hessischen Gemeindeordnung. Der Ortsbeirat besteht aus fünf Mitgliedern. Zur Kommunalwahlen in Hessen 2021 traten nur Mitglieder der „Gemeinschaftsliste Hillartshausen“ (GLH) an. Die Wahlbeteiligung betrug 63,40 %. Zum Ortsvorsteher wurde Achim Schlotzhauer gewählt.